# Solariola doderoi
Solariola doderoi (лат.) — вид жуков-долгоносиков рода Solariola из подсемейства Entiminae. Назван в честь энтомолога A. Dodero, собравшего типовую серию.

## Распространение
Встречаются в Италии, Сицилия (Palermo, Madonie, Castelbuono) на высоте от 400 до 1400 м.

## Описание
Жуки-долгоносики мелкого размера с узким телом, длина от 3,70 до 3,80 мм, ширина надкрылий 1 мм, длина рострума от 0,63 до 0,70 мм, ширина от 0,40 до 0,45 мм. От близких видов отличается крупными размерами, вытянутой формой тела и чёрно-коричневым оттенком кутикулы. Мезорострум с беловато-жёлтыми щетинками (pappolepida). Основная окраска тела коричневая. Усики 11-члениковые булавовидные (булава из трёх сегментов). Глаза редуцированные. Скутеллюм очень мелкий. Коготки лапок одиночные. Встречаются в песчаных почвах. Предположительно ризофаги.

## Таксономия
Впервые был описан в 1923 году, а его валидный статус был подтверждён в ходе ревизии, проведённой в 2019 году итальянскими энтомологами Чезаре Белло (Cesare Bello, Верона, Италия), Джузеппе Озелла (Giuseppe Osella, Верона) и Козимо Бавьера (Cosimo Baviera, Messina University, Мессина). По признаку наличия на пронотуме специализированных щетинок (echinopappolepida) и узкого рострума включают в состав видовой группы Solariola doderoi трибы Peritelini (или Otiorhynchini).